# 牛稠子文化

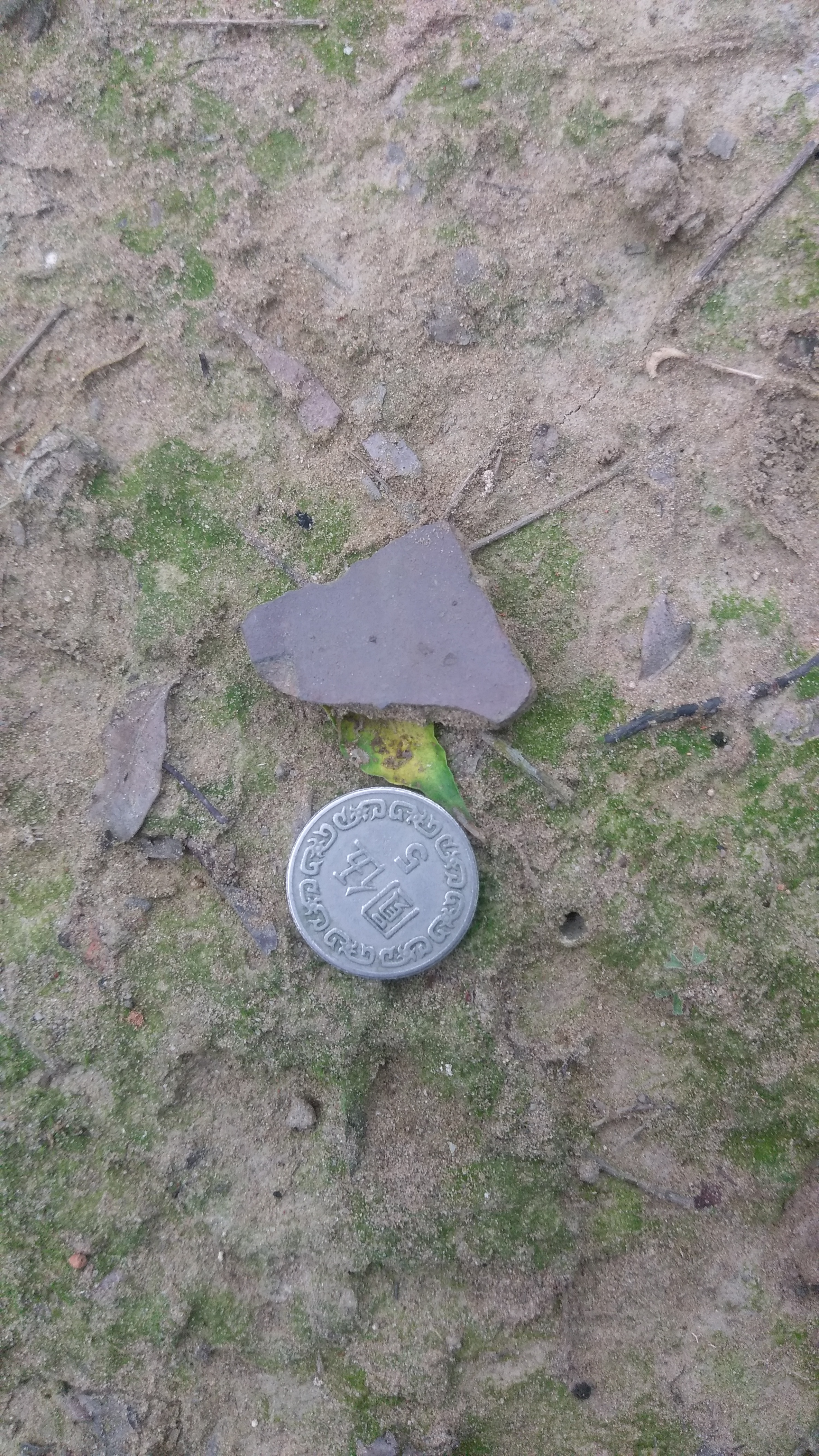
牛稠子遺址發現之硬陶片

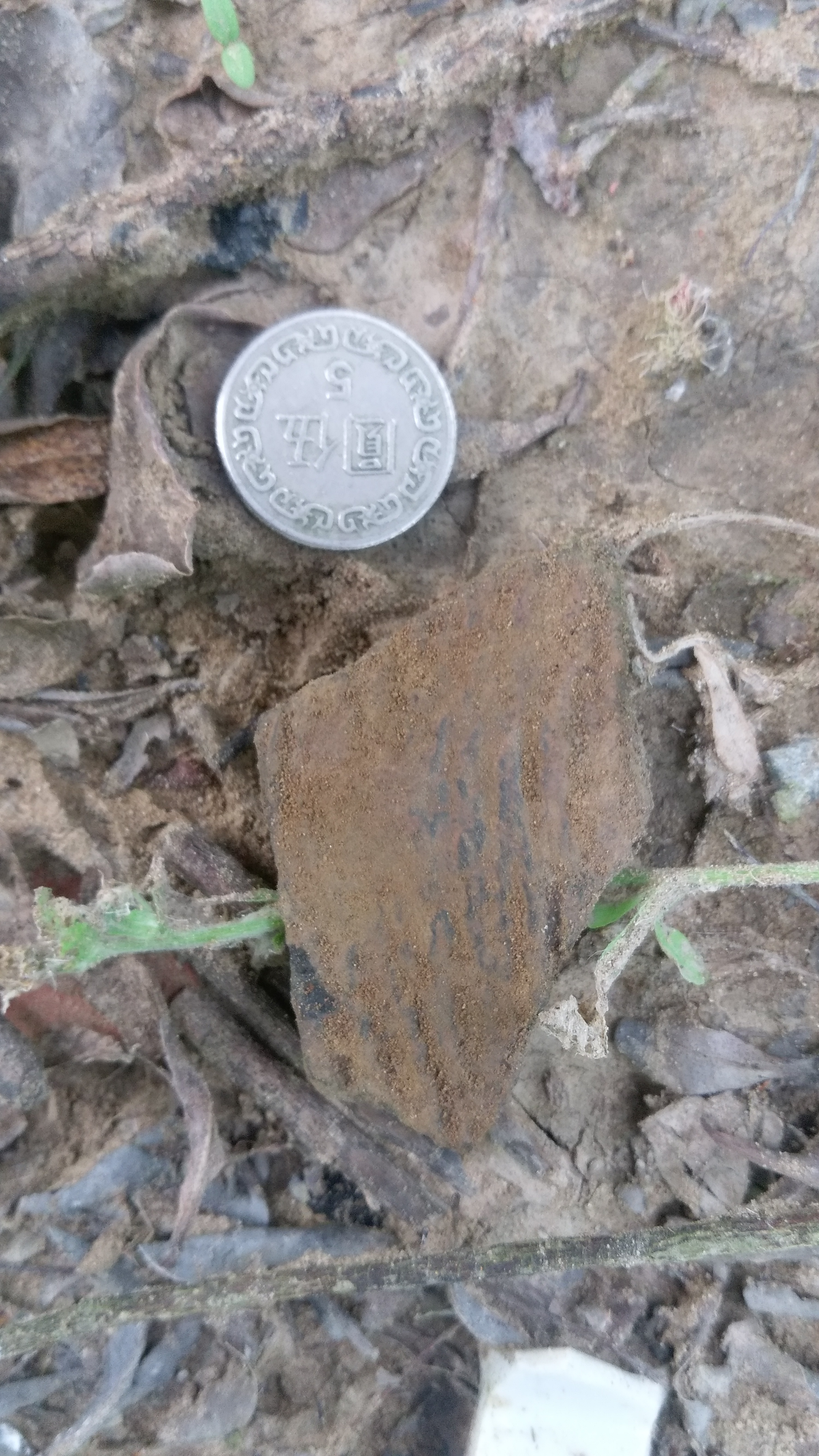
牛稠子遺址發現之繩紋陶片

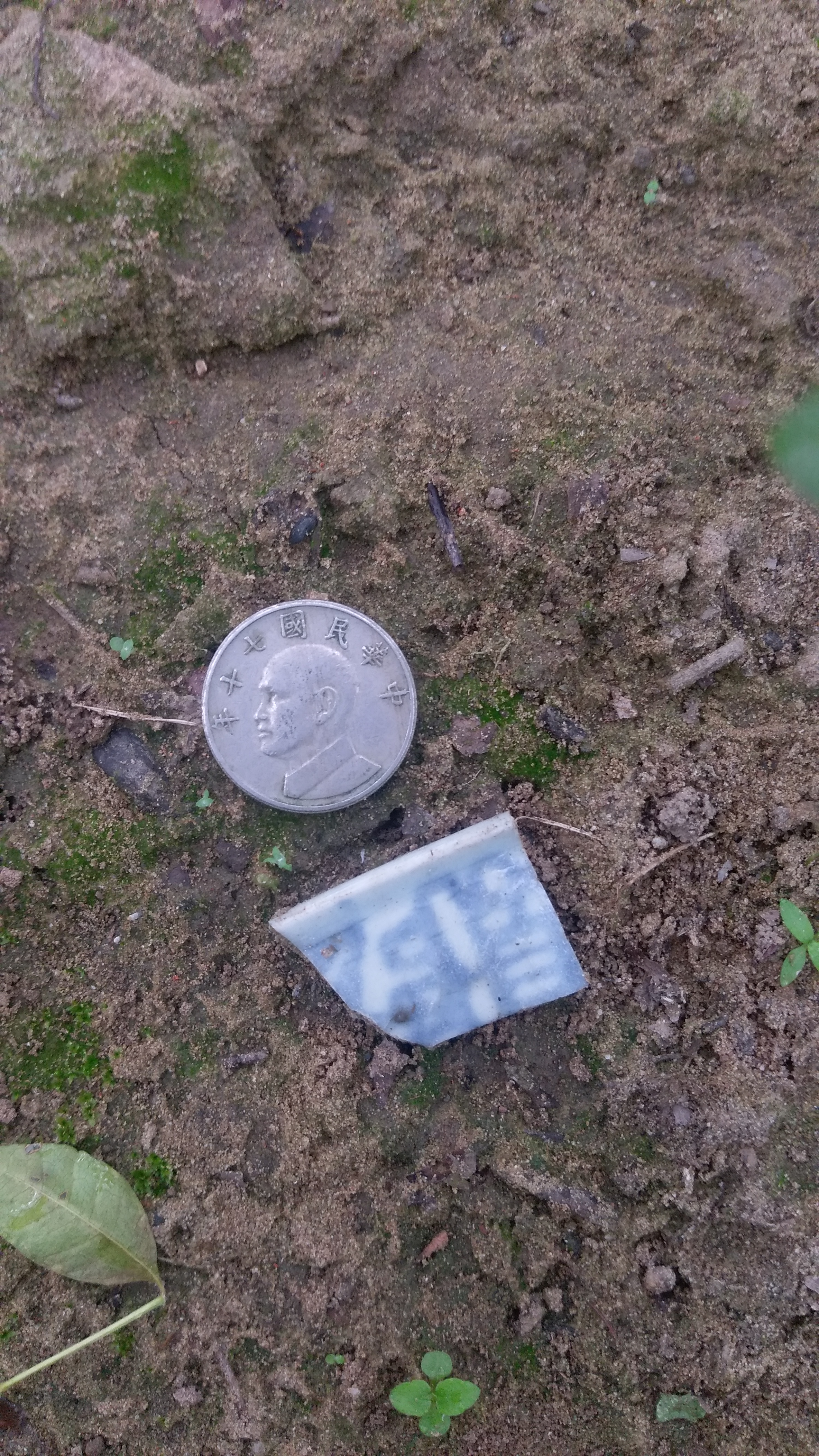
牛稠子遺址發現之18-19世紀青花瓷碎片

牛稠子文化是臺灣南部的新石器時代遺址之一，該遺址位於臺南臺地東南側、臺糖虎山農場虎子山四週，恰在原虎山路、文華路二段交會處四週之區域。現今隸屬於臺南市仁德區成功里。該文化屬於新石器時代中期牛稠子文化晚期類型。

## 遺址發現及挖掘過程
牛稠子遺址發現於台灣日治時期1938年4月由車路墘糖廠（今仁德糖廠）職員萩原直哉於糖廠宿舍北側約500公尺之東側斜坡處發現，其後萩原氏與當時臺南第一高等教師國分直一、翁長林正再次調查確認 。從日治時期至國民政府遷台後，牛稠子遺址經歷了地表調查和各項試掘計畫。由不同的單位負責，但都缺少整合性的調查研究，以近期2013年的牛稠子範圍、內涵調查研究及文化資產價值評估計畫，最為全面且詳細釐清牛稠子遺址的相關文化內涵及文化類緣。
1960年，學者林朝棨針對西南平原地區進行貝塚調查、1975年宋文薰等地表調查、1976、1991年國立台灣大學人類學系試掘、1980年全省重要史蹟勘查與整修建議─考古遺址與舊社部分調查、1992年臺灣地區重要考古遺址初步評估第一階段研究計劃、2012年仁德文華二段與2號計畫道路叉口牛稠子遺址搶救計畫、2013年牛稠子範圍、內涵調查研究及文化資產價值評估計畫等，而總發掘面積至今共約569.5平方公尺。

## 遺址主要出土器物
牛稠子遺址屬於砂質堆積透水性佳，保存環境不佳，有機性遺物難以保存下來。惟一定年資料為1976年試掘所得之貝塚中之貝殼標本，測得的原始定年資料來為3525±70B.P. 偏牛稠子文化晚期。根據南科園區內的考古資料，牛稠子文化大致可區分為鎖港期（距今約4,200-3,800年）、以及牛稠子期（距今約3,800-3,300年）。另外牛稠子遺址的文化層平均厚約50公分，最厚文化層可達100公分，相較於前時期大坌坑文化的遺址聚落規模更大，這顯示了人群長期居住於此地。
牛稠子遺址的生態遺留多屬於潮間帶的貝種，因此可以推斷距離海岸線應不致太遠。工具方面出土石器以開墾用斧鋤形器數量最多，也有少量石刀等收割用具。大量的打剝石片、磨石器等顯示石器加工應是在當地進行。陶器工藝高度發展，質地主要以紅褐色陶，大部分夾砂，少部分為泥質陶。橄欖石玄武岩製成的斧鋤形器、犁形器的出土顯示與澎湖之間有著密切的相關性。